# Grammy Award for Best Pop Instrumental Performance by an Arranger, Composer, Orchestra and/or Choral Leader
Der Grammy Award for Best Pop Instrumental Performance by an Arranger, Composer, Orchestra and/or Choral Leader, auf Deutsch „Grammy-Auszeichnung für die beste Pop-Instrumentaldarbietung mit Gesangsfärbung“, ist ein Musikpreis, der 1973 von der amerikanischen Recording Academy im Bereich Popmusik verliehen wurde.

## Geschichte und Hintergrund
Die seit 1959 verliehenen Grammy Awards werden jährlich in zahlreichen Kategorien von der Recording Academy in den Vereinigten Staaten vergeben, um künstlerische Leistung, technische Kompetenz und hervorragende Gesamtleistung ohne Rücksicht auf die Album-Verkäufe oder Chart-Position zu würdigen.
Eine dieser Kategorien war der Grammy Award for Best Pop Instrumental Performance with Vocal Coloring. Der Preis wurde nur 1973 vergeben. 1973 war das einzige Jahr, in dem der Grammy Award for Best Pop Instrumental Performance in den Grammy Award for Best Pop Instrumental Performance by an Arranger, Composer, Orchestra and/or Choral Leader und den Grammy Award for Best Pop Instrumental Performance - Instrumental Performer aufgeteilt wurde.

## Gewinner und Nominierte
| Jahr | Gewinner    | Nationalität       | Werk        | Nominierte | Bild des/der Gewinner(s) |
| ---- | ----------- | ------------------ | ----------- | --- | ------------------------ |
| 1973 | Isaac Hayes | Vereinigte Staaten | Black Moses | - Cy Coleman – Theme from The Garden of the Finzi Continis - Emerson, Lake & Palmer – Pictures at an Exhibition - Quincy Jones – Money Runner - Henry Mancini und Doc Severinsen – Brass on Ivory - Santana – Caravanserai |                          |